# Boris Alexandrowitsch Turajew

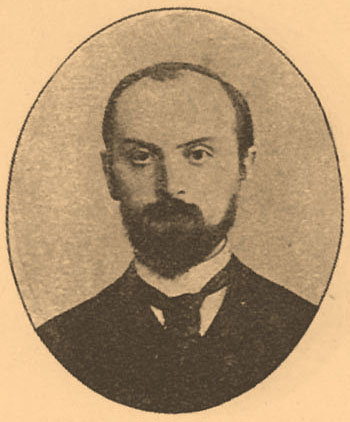
Boris Alexandrowitsch Turajew

Boris Alexandrowitsch Turajew (russisch Бори́с Алекса́ндрович Тура́ев, englische Transliteration: Turaev oder Turayev; * 24. Julijul. / 5. August 1868greg. in Nowogrudok, Gouvernement Minsk; † 23. Juli 1920 in Petrograd) war ein russischer Ägyptologe.

## Leben
Boris Turajew studierte in Sankt Petersburg bei Wladimir  Golenischtschew (Abschluss 1891) und später bei Gaston Maspero in Paris und Adolf Erman in Berlin Ägyptologie, arbeitete in den Museen beider Hauptstädte sowie beim British Museum in London. Ab 1896 hielt er Vorlesungen an der Universität von Sankt Petersburg, wo er 1911 ordentlicher Professor wurde. Er organisierte den Kauf der ägyptische Sammlung von Wladimir Golenischtschew für das Moskauer Puschkin-Museum, die er danach wissenschaftlich bearbeitete. Mit seinem Schüler Wassili Wassiljewitsch Struwe gab er 1930 eine Übersetzung des Moskauer Papyrus heraus (postum). 1911 erschien sein Hauptwerk „Geschichte des antiken Nahen Ostens“ (russisch) in zwei Bänden. Er behandelt den Bereich von Iran und Zentralasien bis Karthago. 1920 erschien in Moskau sein Buch über ägyptische Literatur, 1898 ein Buch über den ägyptischen Gott Thot (russisch). Natalja Dawidowna Flittner, Tamara Borosdina-Kosmina und Miliza Edwinowna Matje waren seine Schülerinnen.
Turajew war seit 1913 korrespondierendes und seit 1918 volles Mitglied der Russischen Akademie der Wissenschaften. Seine eigene ägyptische Sammlung vermachte er der Eremitage.